# 威訊無線
威訊無線（Verizon Wireless，公司正式名称为塞尔科合伙（Cellco Partnership），通常简称威訊（Verizon）），是一家美国移动网络运营商，提供无线语音、短信、数据产品等服务。該公司是威訊通信（Verizon Communications）之子公司，並且自2009年至今是美國最大的无线通信服务供应商，至2024年春季有約1.148亿用戶，總部設於美國新澤西州巴斯金嶺。
2012年營收759億美元，2013年上半年營收395億美元，運營利潤率32.6%。
2013年9月2日威訊同意以1300億美元，向沃達豐（Vodafone）收購其持有的雙方合資無線事業Verizon Wireless 45%股權。這交易是有史以來第三大合併收購，亦標誌Vodafone撤出美國電訊市場。根據協議，Vodafone將取得589億美元現金，以及價值602億美元的威訊股票，其餘100億美元將通過其他方式支付，包括威訊所持Vodafone意大利子公司23%的股權，以及威訊對Vodafone 50億美元的應付票據。

## 简介
威讯无线是一家合資公司，由美國电信公司威訊通信（Verizon Communications）和英國跨國移动网络运营商沃達豐（Vodafone）合資建立，威訊通信擁有55%和沃達豐拥有45%股權。2009年1月9日，威讯无线以281亿美元的交易收购Alltel无线，本次收购帮助Verizon Wireless超越AT&T成为美国最大的移动网络运营商。
威訊無線拥有并经营着全美最大的4G LTE网络，也有规模最大最可靠的3G网络，是无线语音和数据服务、行业的领导者。該公司的4G LTE网络于2010年12月推出，覆盖人口超过2.30亿人口在各地的337市场（占近75%人口）在美国市场。到2012年年底，该公司的4G LTE网络预计将覆盖超过260万人在各地的400市场。建成了美国第一个大范围的无线宽带网络，交付美国首个无线消费者的3G多媒体服务在世界各地的200多个地区提供全球语音和数据服务。零售客户总数9420万，其中包括8880万零售后付费用户。全国范围2011年全年收入702亿美元，公司自营店和亭超过1,900个，员工数8.2万人。

## 历史

威訊自2015年至2024年使用的商標

- 2015年5月12日，威讯宣布将以每股50美元、即总额44亿美元收购美国在线（AOL），这项交易于2015年6月23日完成。
- 2016年7月25日，Verizon以44.8亿美元现金收购雅虎网路搜寻、电邮、即时通讯等业务，并将其纳入Verizon旗下的美国在线（AOL）。交易还包括雅虎部分房地产。这项交易于2017年第一季度完成。
- 2016年8月2日，Verizon以24亿美元现金收购GPS车辆追踪公司Fleetmatics Group，以拓展车联网及车队管理市场。
- 2016年11月，Verizon收购了地图初创公司SocialRadar，该公司的技术将与MapQuest集成。
- 2017年4月27日，Verizon向总部位于加利福尼亚州坎贝尔的自动驾驶汽车公司Renovo Auto投资了1000万美元。
- 2020年5月15日，Verizon收购了视频会议服务BlueJeans，以扩展其业务组合产品，特别是其统一通信产品。 尽管收购价格未宣布，但据信收购价格在5亿美元以下。该交易预计将在2020年第二季度完成。[8]。